# Arum lucanum
Arum lucanum är en kallaväxtart som beskrevs av Fridiano Cavara och Loreto Grande. Arum lucanum ingår i Munkhättesläktet och i familjen kallaväxter. Inga underarter finns listade.